# Provinssirock
Фестиваль Provinssirock — один из самых крупных в Финляндии фестивалей рок-музыки open-air, проводимых ежегодно в июне в городе Сейняйоки.

## История
Фестиваль проходит ежегодно с 1979 года в течение 2-3 дней и собирает большое число зрителей: в 2007 году за три дня его посетило 55 тысяч человек; в 2008 году (13—15 июня) — 75 тысяч; в 2011 году — 84 тысячи; в 2013 году — 42 тысячи, а в 2015 — 79 тысяч.
Стоимость билета на все дни фестиваля составляла в 2015 году 170 евро (1 день — 80 евро).

## Выступления
Группы, выступавшие на фестивале:
- Turbonegro
- Alice in Chains
- Within Temptation
- Tori Amos
- As I Lay Dying
- David Bowie
- Chimaira
- The Cult
- The Cure
- De La Soul
- Dream Theater
- Faithless
- Faith No More
- Garbage
- Hatebreed
- HIM
- Hüsker Dü
- Lamb of God
- Limp Bizkit
- Lou Reed
- Manic Street Preachers
- Marilyn Manson
- Massive Attack
- Michael Monroe
- Nine Inch Nails
- Paramore
- Placebo
- Iggy Pop
- The Prodigy
- Rage Against the Machine
- Rammstein
- The Ramones
- Red Hot Chili Peppers
- R.E.M.
- Scissor Sisters
- Patti Smith
- The Stone Roses
- Suede
- System of a Down
- Tool
- Weezer
- Muse
- Calvin Harris
- deadmau5
- Бригада С[5]